# Бурске републике
Бурске републике (енгл. Boer Republics, хол. Boerenrepubliek), такође познате и као бурске државе (енгл. Boer states, хол. Boerenstaten), биле су независне, протестантске, самоуправне републике које су основали насељеници који су говорили холандски језик и живели на простору Кејп Провинције, те њихови потомци, засебно именовани као Трекбури, Бури и Фортрекери углавном у средишњим, северним те североисточним и источним деловима територије на којој се данас налази Јужна Африка. Две од бурских република биле су међународно признате и потпуно независне: Јужноафричка Република (ЗАР или Трансвал) и Слободна Држава Орање.

## Историја
Уједињено Краљевство је 1806. године, као колонијална сила, преузело од Холандије данашњи Рт добре наде. Накнадно, неколицина његових становника који су говорили холандски кренула је ка унутрашњости подручја, прво у мањем броју, а потом у групама и до стотину људи; након 1834. године, у групама је било и по сто људи. Било је много разлога зашто су Бури напустили колонију Рт добре наде; међу првобитним разлозима били су закони о језику. Британија је прогласила енглески језик као једини језик колоније Рт добре наде и забранила је употребу холандског језика. Пошто је Библија, цркве, школе и култура многих насељеника била холандска, то је покренуло лавину догађаја. Британија је укинула ропство 1834. године и одвојила суму од 1.200.000 британских фунти као компензацију за холандске робове-насељенике. Холандски насељеници су одбијали да прихвате наметнути услов подношења тужбе у Британији, како је вредност робова била много пута већа од оне коју је одредио окупатор. Ово је изазвало даља превирања међу холандским насељеницима.‍:199 Насељеници су погрешно веровали да је администрација колоније Рт добре наде узела новац због њих, као накнаду за ослобађање њихових робова. Оно што се заиста десило је да је издвојена сума новца једноставно била премала да покрије чак и половину потраживања.

## Религија
Бурске републике су претежно протестантске због своје холандске баштине, што је одиграло значајну улогу у стварању културе ових земаља. Религија је била толико важна нацији ЗАР да у његовом уставу нема тачно одређене границе између цркве и државе. Ко год није био члан Холандске реформисане цркве, није могао да добије држављанство или дозволу за боравак. Ове клаузуле су 1858. године измење у уставу тако да Фолксрад има могућност да одобри постојање других холандских кршћанских цркава. Припадници Католичке цркве и других кршћанских цркава опет нису могли да постану грађани ЗАР.‍:358–359

## Потраживање територије
Политичка партија Фронт национал (ФН) поднела је комесару за реформу земљишта у Преторији захтев за земљишну реформу, у име африканерске нације. Потраживање се односи на земљиште описано у Националним архивама Јужне Африке R117/1846: „Од Оригштада северно до Олифантсривијера, потом надоле према лниији Делагоа Беја; јужно до реке Крокодил; западно до Еландспута до линије 26 степени; источно где се река Крокодил спаја са реком Комати.”. ФН тврди да је продаја поменуте земље обављена између краља Масуса (представник народа Зулу) као продавца и команданта СЈЗР Бурга (представника нације холандских Јужноафриканаца) као купца. Копија уговора је достављена Владиним архивама као документ R117/46. ФН такође мисли да је земља легално купљена и плаћена 25. јула 1846. године од стране етничке групе а не индивидуалног земљопоседника, те да је била једино под управом владе пре 1994. године јер су се становници сматрали потомцима поменуте етничке групе. Према томе, није било законски дозвољено да се ова земља преда „страној” влади априла 1994. и одузме од првобитне етничке групе.

Како год, нови процес потраживања земљишта још увек није завршен.

## Списак грикванских држава и бурских република у регији Јужна Африка

### Бурске републике
- Република Свелендам (1795)
- Република Храф-Рејнет (1795-1796)
- Зутпансберг (1835-1864)
- Винбург (1836-1844)
- Почефструм (1837-1844)
- Република Наталија (1839-1843)
- Винбург-Почефструм (1844-1848)
- Јужноафричка Република (1852—1877, 1881—1902, 1914—1915), неформално позната као Република Трансвал
- Република Утрехт (1854-1858)
- Слободна Држава Орање (1854-1902)
- Република Лиденбург (1856-1860)
- Клајн Врајстат (1876-1891), дословно Мала Слободна Држава
- Гошенска Држава (1882-1883)
- Република Стелаланд (1882-1883)
- Сједињене Стелаландске Државе (1883-1885)
- Нова Република (1884-1888)
- Република Апингтонија / Лајденсруст (1885-1887)

### Грикванске државе
- Источни Грикваланд (1862-1879), званично познат као Нови Грикваланд
- Западни Грикваланд (1870—1871)
- Филиполис / Земља Адама Кока (1826—1861)
- Ватербурска Земља (1813—1871)